# Hoofdpostkantoor (Maastricht)
Het voormalige hoofdpostkantoor van Maastricht is een monumentaal bouwwerk in het centrum van de Nederlandse stad Maastricht. Het bevindt zich in de noordwestelijke hoek van het Vrijthof, maar ligt officieel aan het Keizer Karelplein en de Statenstraat. Het gebouw werd in 1914 ontworpen door Marinus Jan Granpré Molière onder leiding van rijksbouwmeester Daniël Knuttel en was van 1918 tot 2010 in gebruik als postkantoor en directeurswoning. Van 2011 tot 2013 werd het door Wiel Arets verbouwd tot appartementencomplex, The Post geheten, later omgedoopt in Urban Residences Maastricht. Het voor een deel expressionistisch vormgegeven gebouw is sinds 1997 een rijksmonument.

## Geschiedenis

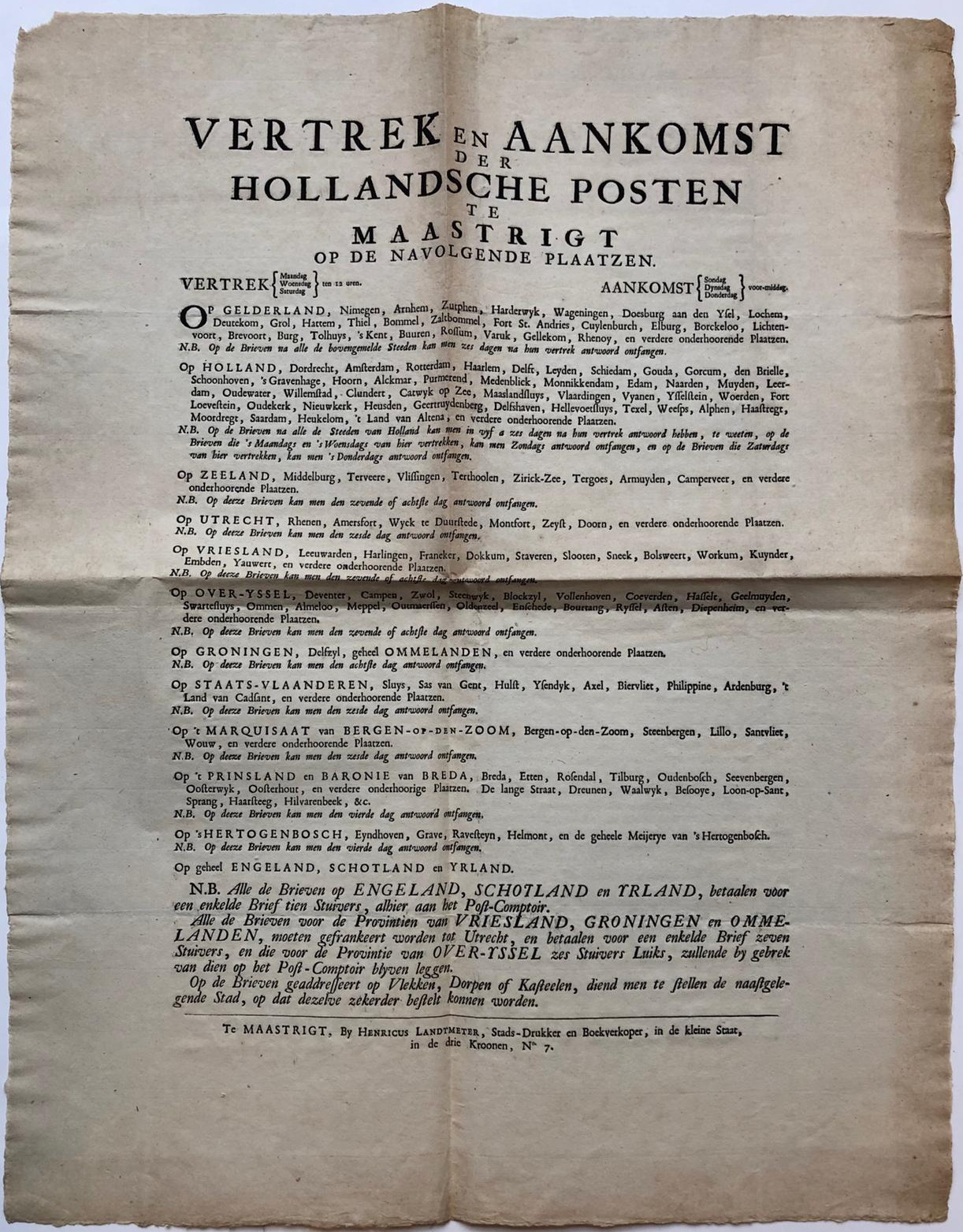
Postdiensten in Maastricht, ca. 1750

### Posterijen in Maastricht
De oudste vermelding van een stadsbode voor de postbezorging in Maastricht dateert uit 1413. Latere stadsbodes waren Jan Peters (1593), Jan van Gulpen, Daniël Ropel en Lenart Danielt (allen rond 1600). Er waren in die tijd loopbodes op Brussel (twee), Antwerpen, Lille, Mons, Valenciennes, Aken (vermeld in 1625) en Keulen (1619). Vanaf 1640 werden brieven voor Aken, Keulen en Parijs naar Maaseik gebracht, waar aansluiting was op het keizerlijke posterijnetwerk van Thurn und Taxis. Vanaf 1680 was er een vestiging van Thurn und Taxis in Maastricht. Daarnaast waren er omstreeks 1700 een Luiks en een Brabants (Hollands) posterijkantoor, die de 'binnenlandse' post verzorgden. Halverwege de achttiende eeuw kwam daaraan een einde door de oprichting van de Statenposterijen in Den Haag (1752) en de opheffing van Thurn und Taxis in de Oostenrijkse Nederlanden (1761). In Maastricht bleef Thurn und Taxis voortbestaan onder toezicht van de prins-bisschop van Luik. Het posthuis lag aan de Jodenstraat op nr. 8-10-12, waar een tweetal afbeeldingen van een posthoorn aan de gevel aan deze functie herinnert.

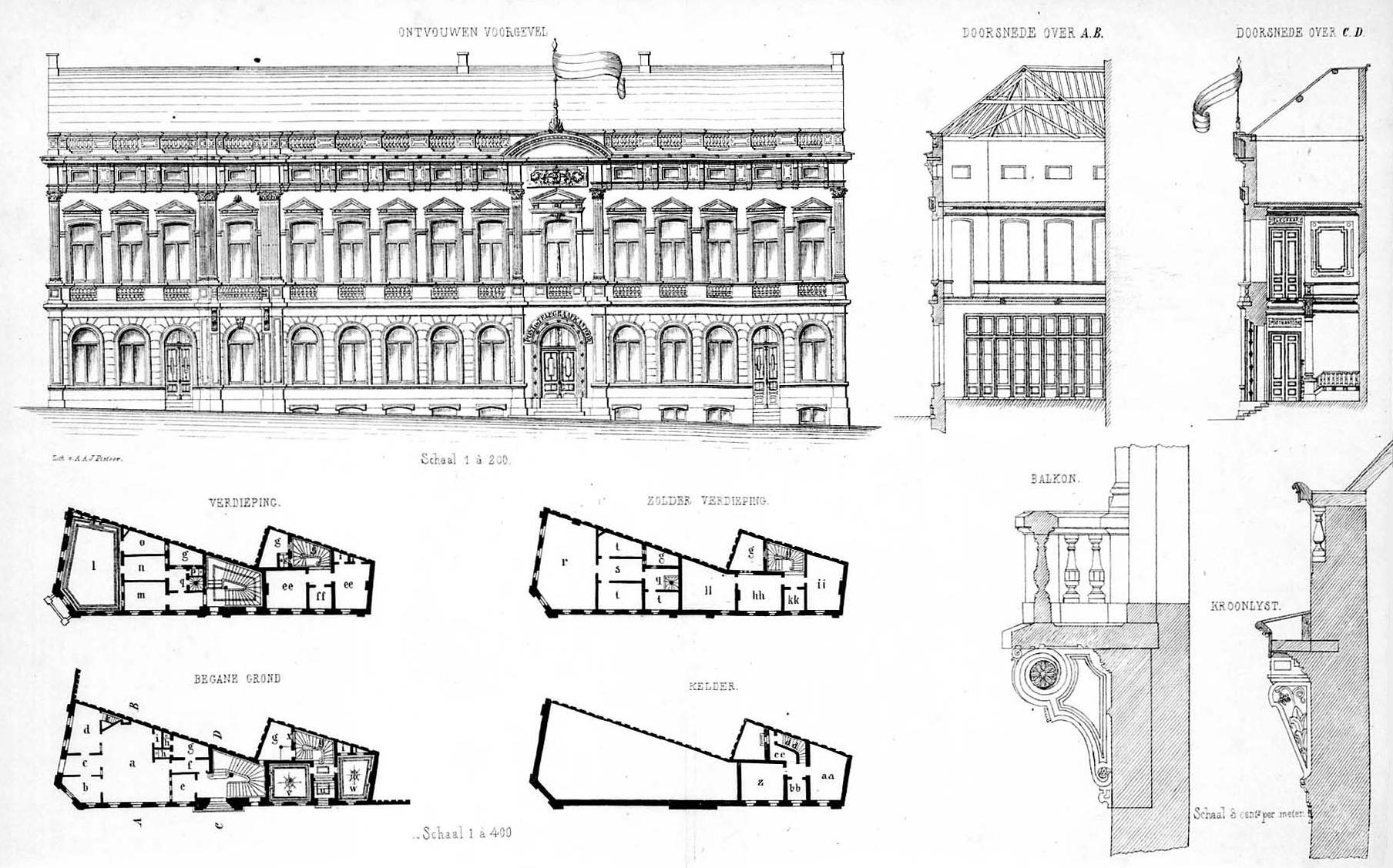
Bouwtekening van Jos. Cuypers van het postkantoor aan de Helmstraat-hoek Vrijthof (gepubliceerd in 1871)

In 1799 werden de posterijen door de Fransen genationaliseerd. Het stedelijk postkantoor was in de loop van ruim twee eeuwen op tien verschillende locaties gehuisvest, achtereenvolgens op Wolfstraat nr. 38 (oude nummering; tot 1815), Sint Jacobstraat nr. 754 (1815-1839), Vrijthof nr. 193 (1839-1844), Kleine Gracht nr. 1681 (1844-1852), Markt nr. 971 (1852-1853), Kapoenstraat nr. 2369 ("Poort van Oys"; 1853-1870), Helmstraat-hoek Vrijthof (1870-1896), Sint-Jacobstraat-hoek Papenstraat (1896-1918) en Statenstraat-hoek Keizer Karelplein (1918-2010). Daarnaast was er van 1890 tot 2024 een hulppostkantoor in Wyck, gevestigd op de hoek Stationsstraat-Lage Barakken.
Opvallend is dat het representatieve, neoclassicistische gebouw van architect Jos. Cuypers uit 1869, fraai gelegen op de hoek van de Helmstraat en het Vrijthof, al na 26 jaar werd verlaten. De in Maastricht gestationeerde adjunct-directeur J.D. van Brink vermeldt in zijn historisch overzicht van het Maastrichtse postwezen dat ruimtegebrek de voornaamste reden was om opnieuw te verhuizen. De hiernaast afgebeelde bouwtekening maakt dit inzichtelijk: de plattegrond van het gebouw was veel kleiner dan men op grond van de indrukwekkende façades zou verwachten. Volgens Van Brink waren zowel publiek als personeel ontevreden over het nieuwe postkantoor aan de Sint Jacobstraat. Het regende klachten over onvoldoende licht, ruimte en ventilatie. Al na tien jaar werd nagedacht over nieuwe huisvesting, waarvoor echter geen geld beschikbaar was. Als tijdelijke oplossing werd voor de pakketpostdienst het naastgelegen lage pand Sint Jacobstraat 6 aangekocht. Op het aangrenzende perceel Papenstraat 1 wilde men een houten noodgebouw oprichten, maar de gemeente gaf daarvoor geen toestemming.
Historische postkantoren Maastricht

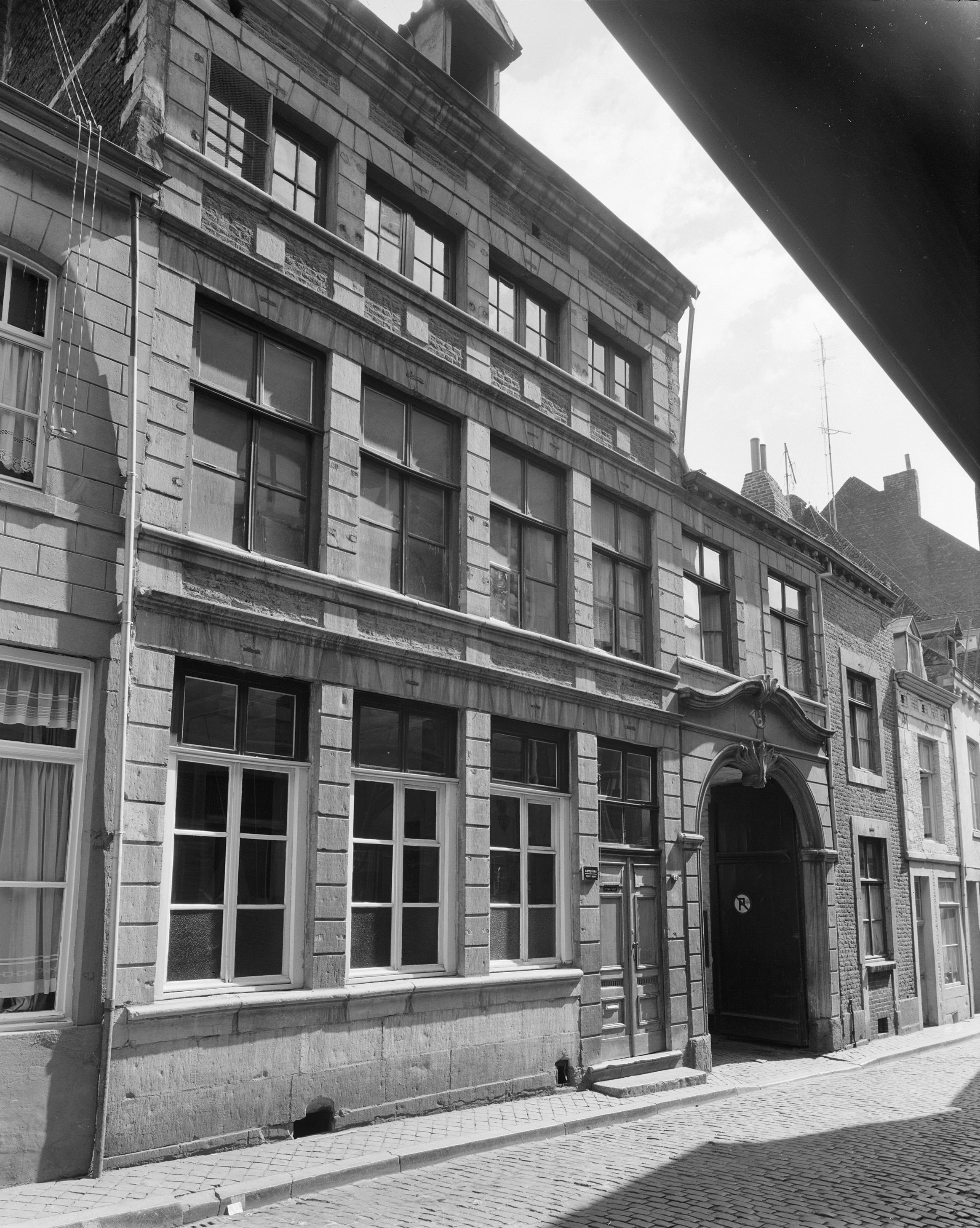
Jodenstraat 8-10-12
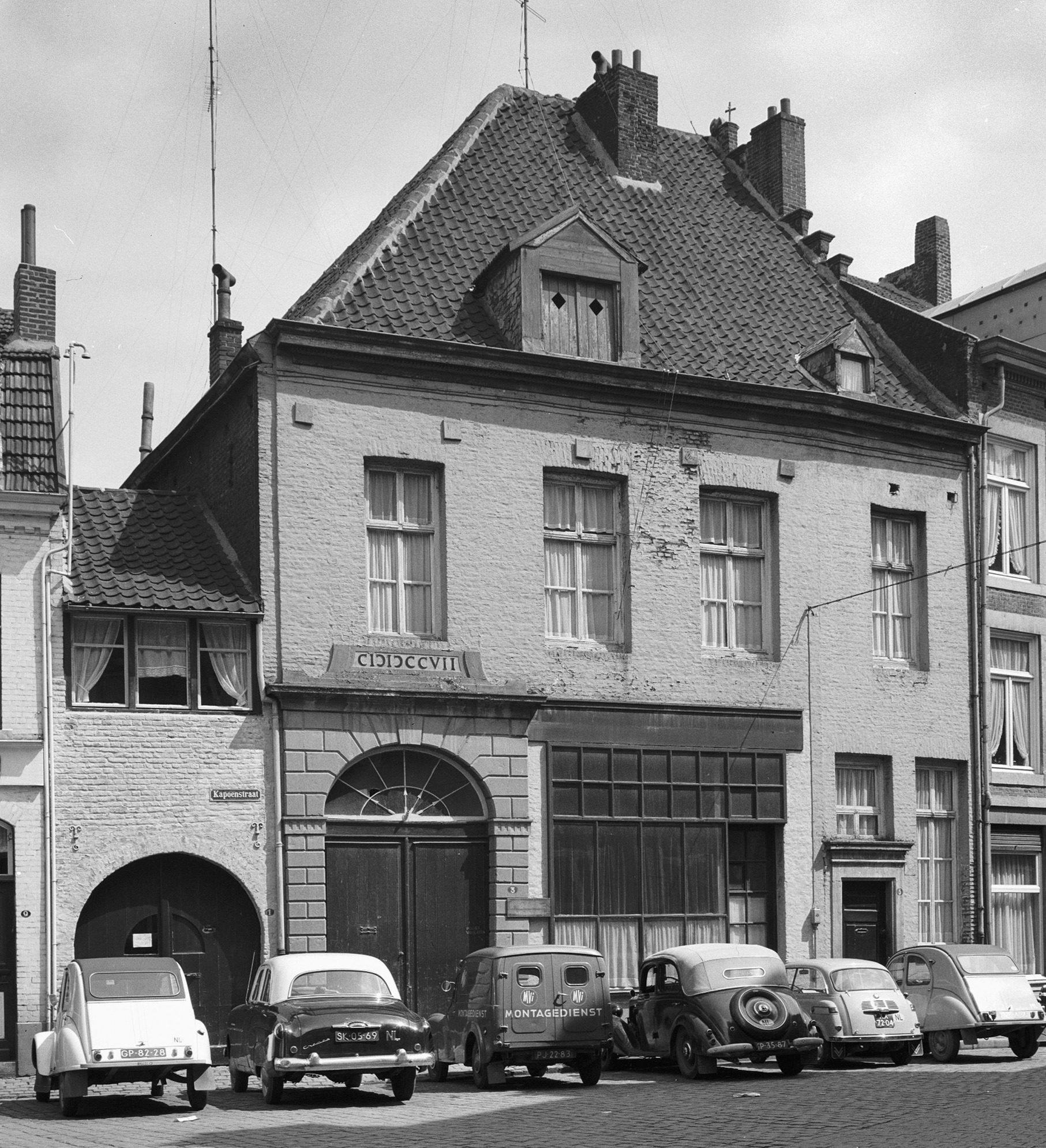
Kapoenstraat 3-5
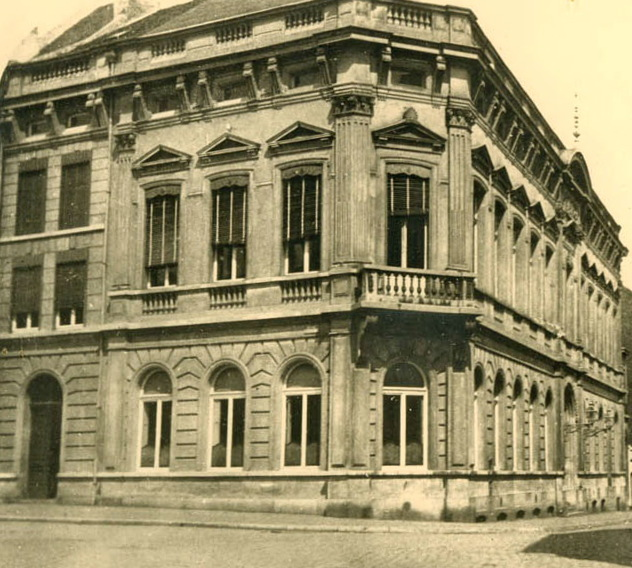
Helmstraat 16 (gesloopt)
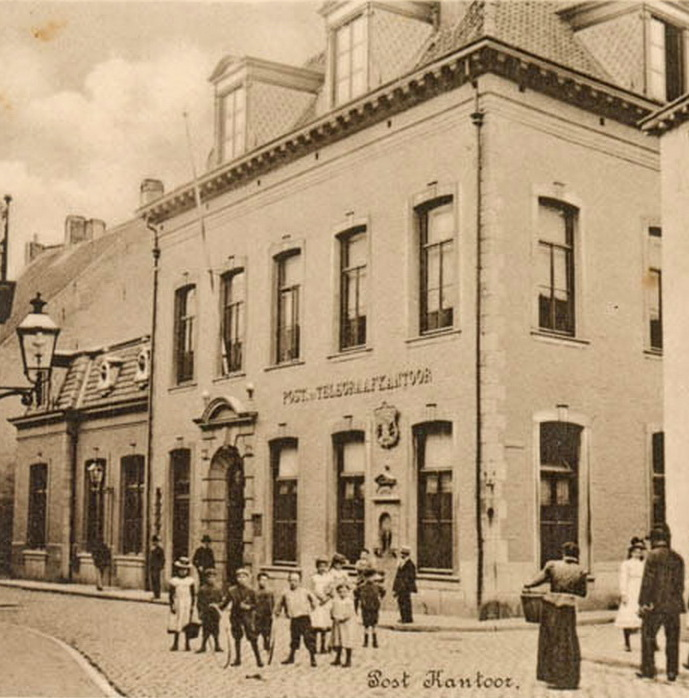
Sint Jacobstraat 4-6

### Hoofdpostkantoor Statenstraat
In 1909 werd het bekende Statenhuis te koop aangeboden, maar het hoofdbestuur van de PTT – toen nog APT – weigerde de gevraagde 110.000 gulden op tafel te leggen. Vier jaar later vond de transactie plaats voor 50.000 gulden. Nog in hetzelfde jaar 1913 werd de sloop van het grote pand, iets ter zijde van het Vrijthof gelegen, aanbesteed. Een jaar later werd een aangrenzend perceel aan de westzijde aangekocht (Julianaplein, doorlopend tot aan de Grote Gracht) en in 1917 een perceel aan de noordzijde (Statenstraat).

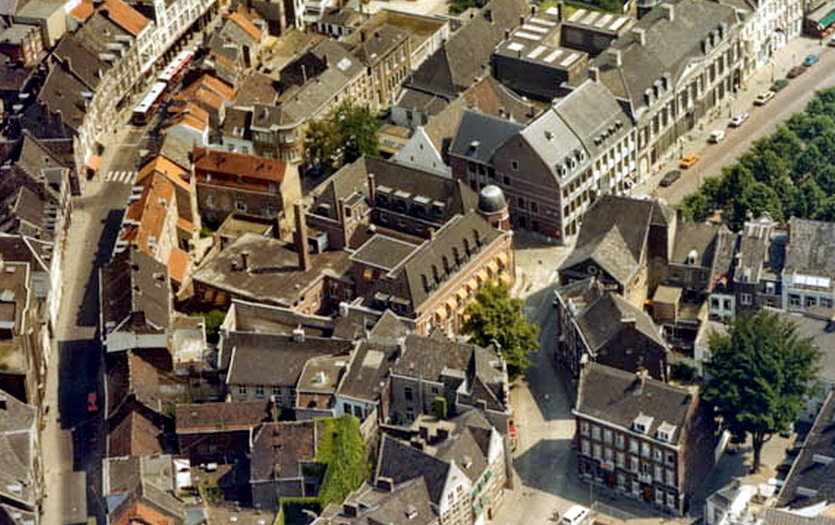
Omgeving Statenstraat-Keizer Karelplein met centraal het hoofdpostkantoor (1982)

Het ontwerp van het nieuwe postkantoor werd lange tijd toegeschreven aan de rijksbouwmeester ir. D.E.C. Knuttel, maar onderzoek in de jaren 1990 wees uit dat de ontwerptekeningen gemaakt zijn door zijn toenmalige assistent M.J. Granpré Molière, onder toezicht van Knuttel. De bouwopdracht werd voor 153.100 gulden vergund aan aannemer F. Sprecksel uit Heerlen. In 1915 begon de bouw, maar deze liep vertraging op door de vele fundamenten in de bodem, zodat het gebouw pas in 1919 geheel voltooid was. De ingebruikname vond plaats op 6 oktober 1918. De meningen over het nieuwe gebouw liepen uiten. De recensent van de lokale krant Limburger Koerier schreef na een rondleiding: "De façade van het gebouw is beïnvloed door de moderne Duitsche architectuur maar de bouwmeester is er in geslaagd het gebouw uiterlijk eenigszins te doen aanpassen aan het grootendeels 18e eeuwsche milieu waarin het is opgetrokken." Anderen vonden het juist sterk detoneren. Nog in 1933 verscheen in het jaarboek van Limburgs Geschied- en Oudheidkundig Genootschap een artikel waarin het postkantoor werd beschreven als "opgetrokken in Hollandschen Waterstaatsstijl [sic] vloekende bij de omgeving". De 'Hollandse' verschijningsvorm van het gebouw werd ook later door architectuurkenners opgemerkt, echter niet in negatieve zin.
In 1979 werd de publiekshal van het postkantoor gemoderniseerd. Tijdens de verbouwing waren een half jaar lang noodbalies en postbussen ingericht in de voormalige Dominicanenkerk.
In 2008 maakten PostNL en ING, opvolgers van de PTT en Postcheque- en Girodienst, bekend dat alle zelfstandige postkantoren op korte termijn zouden verdwijnen. In juli 2010 sloot het Maastrichtse hoofdpostkantoor definitief zijn deuren. Het filiaal in Wyck, onderdeel van een Post and More winkel, ging in januari 2024 dicht. Hun taken zijn overgenomen door PostNL-servicepunten in winkels.
Ontwerptekeningen

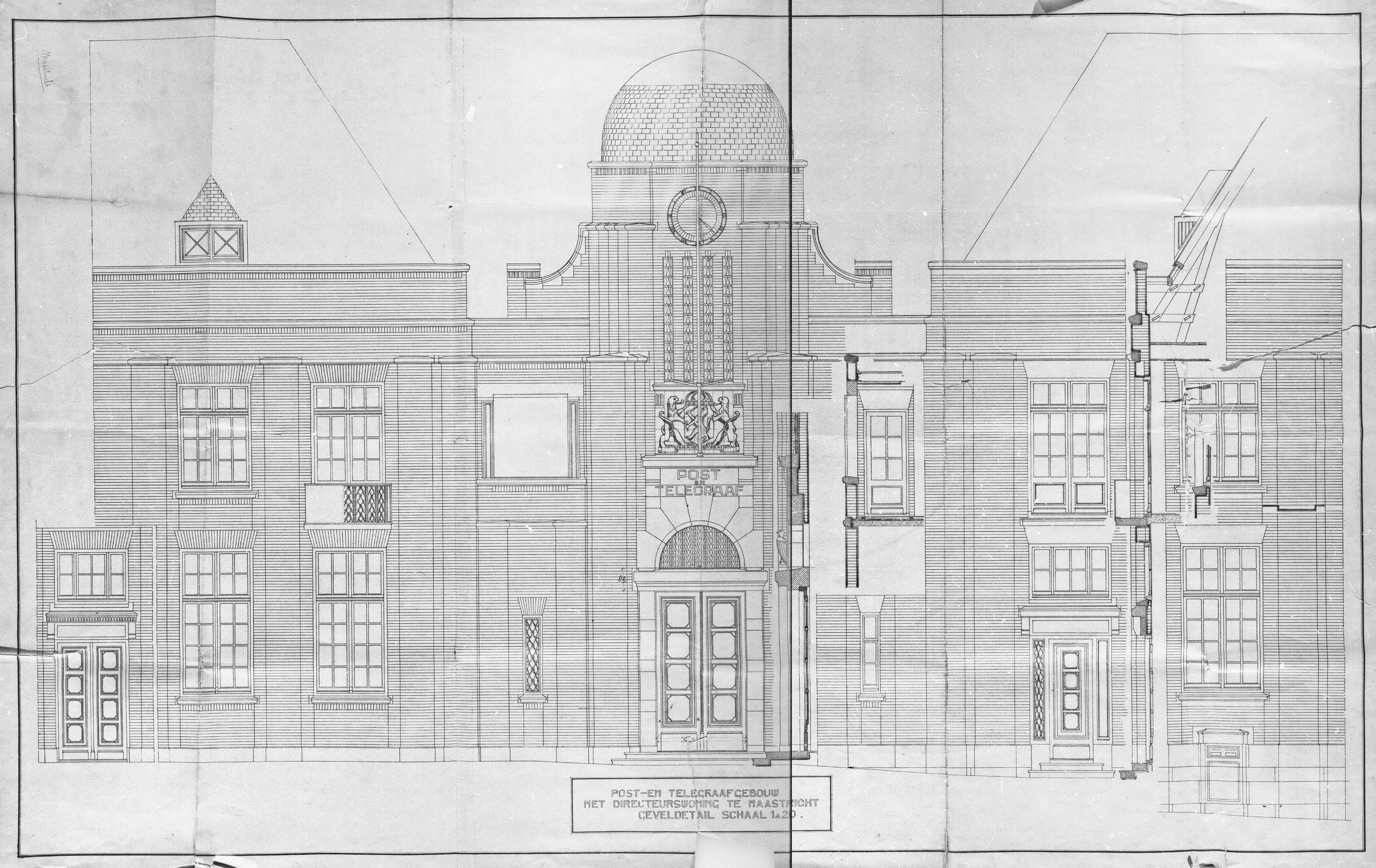
Voorgevels
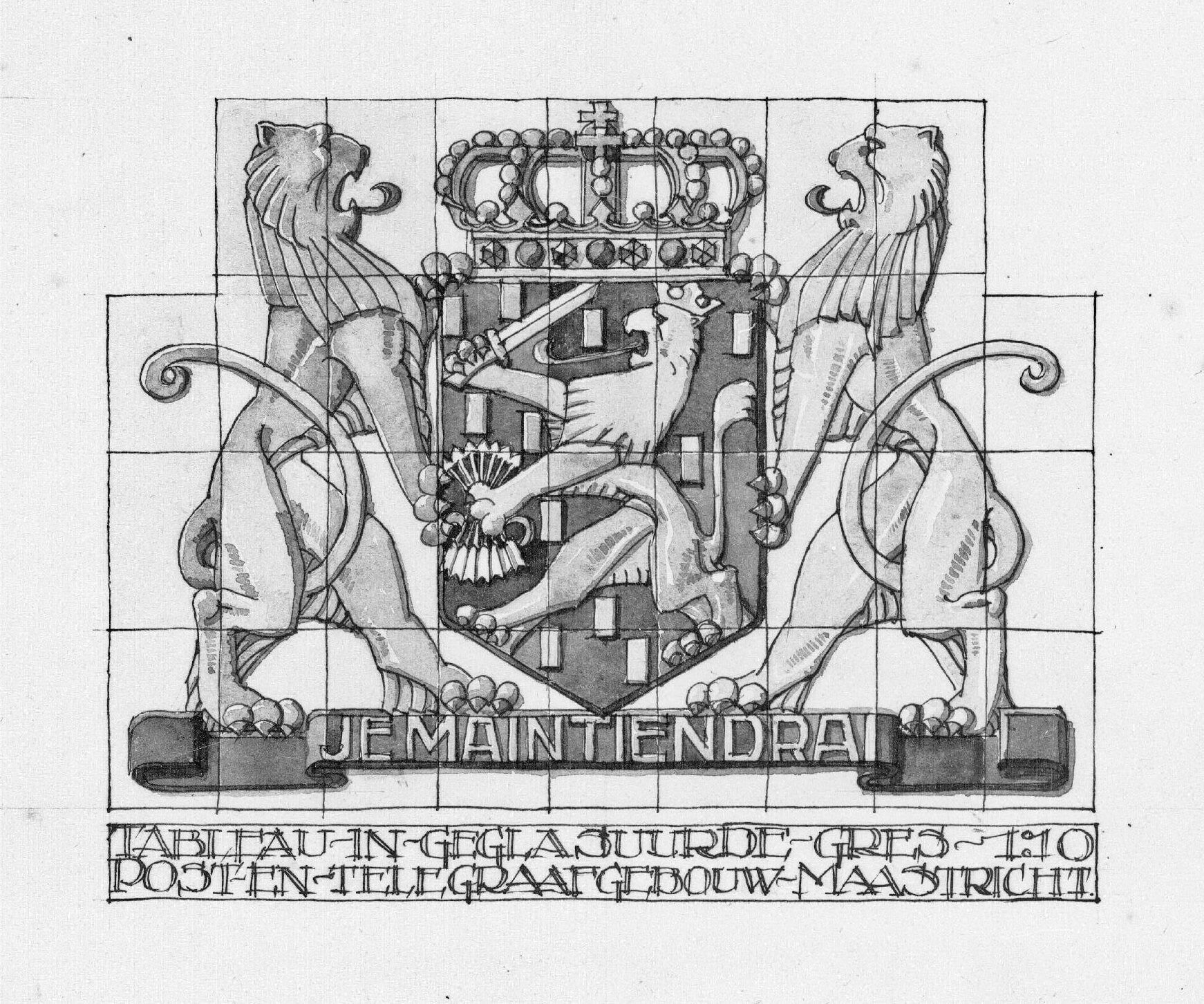
Tegeltableau
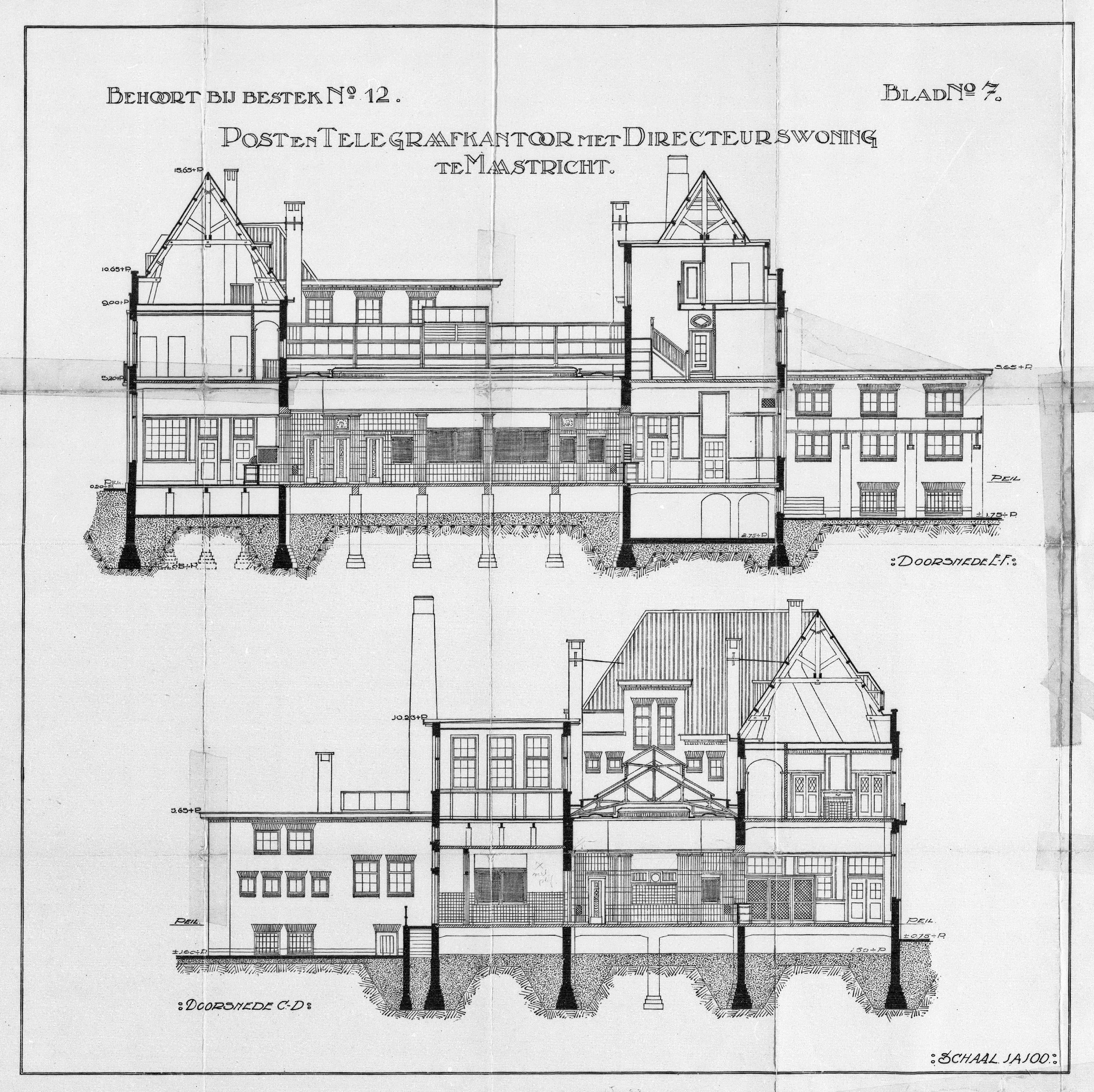
Doorsnedes
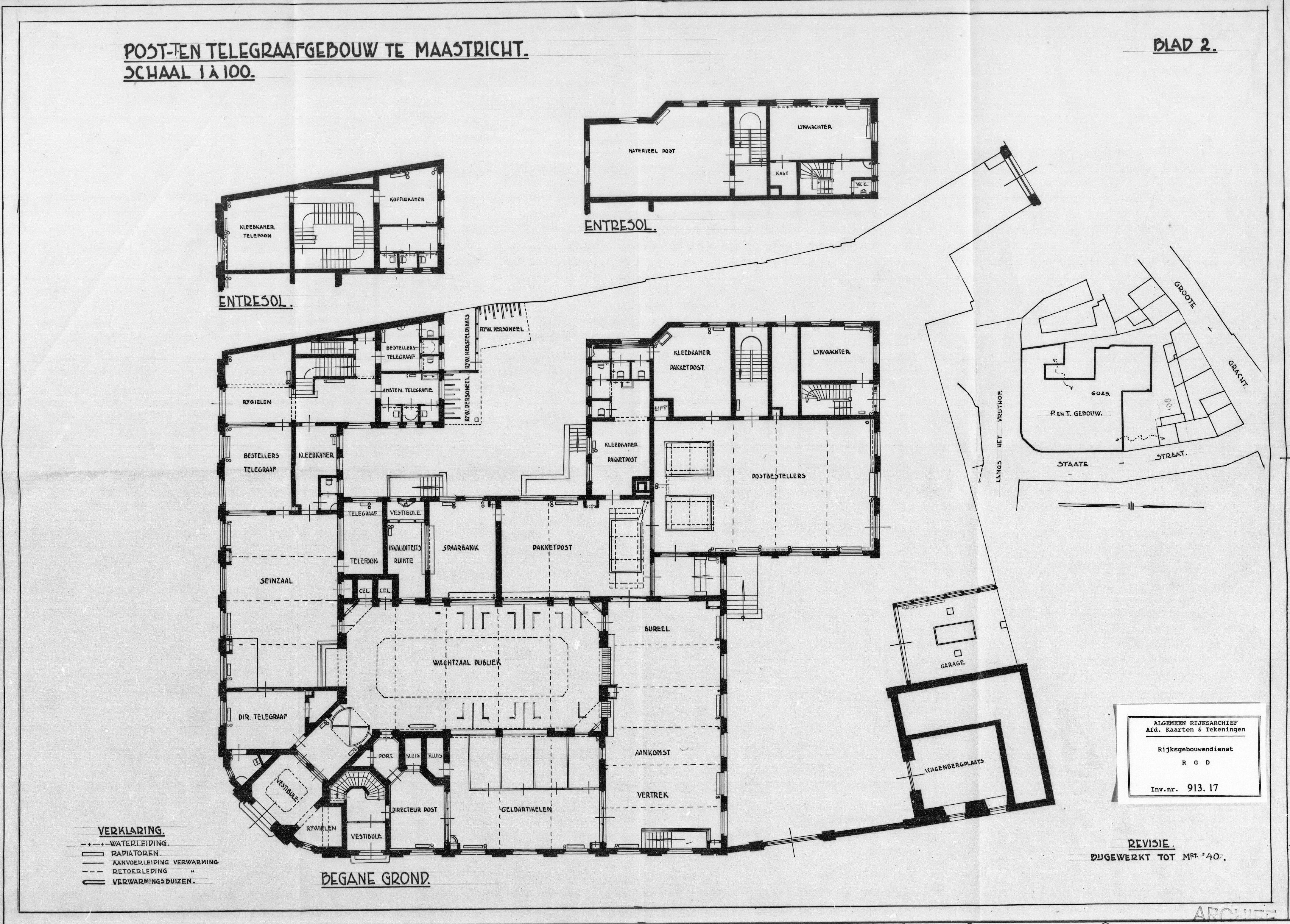
Plattegrond begane grond

### Herbestemming

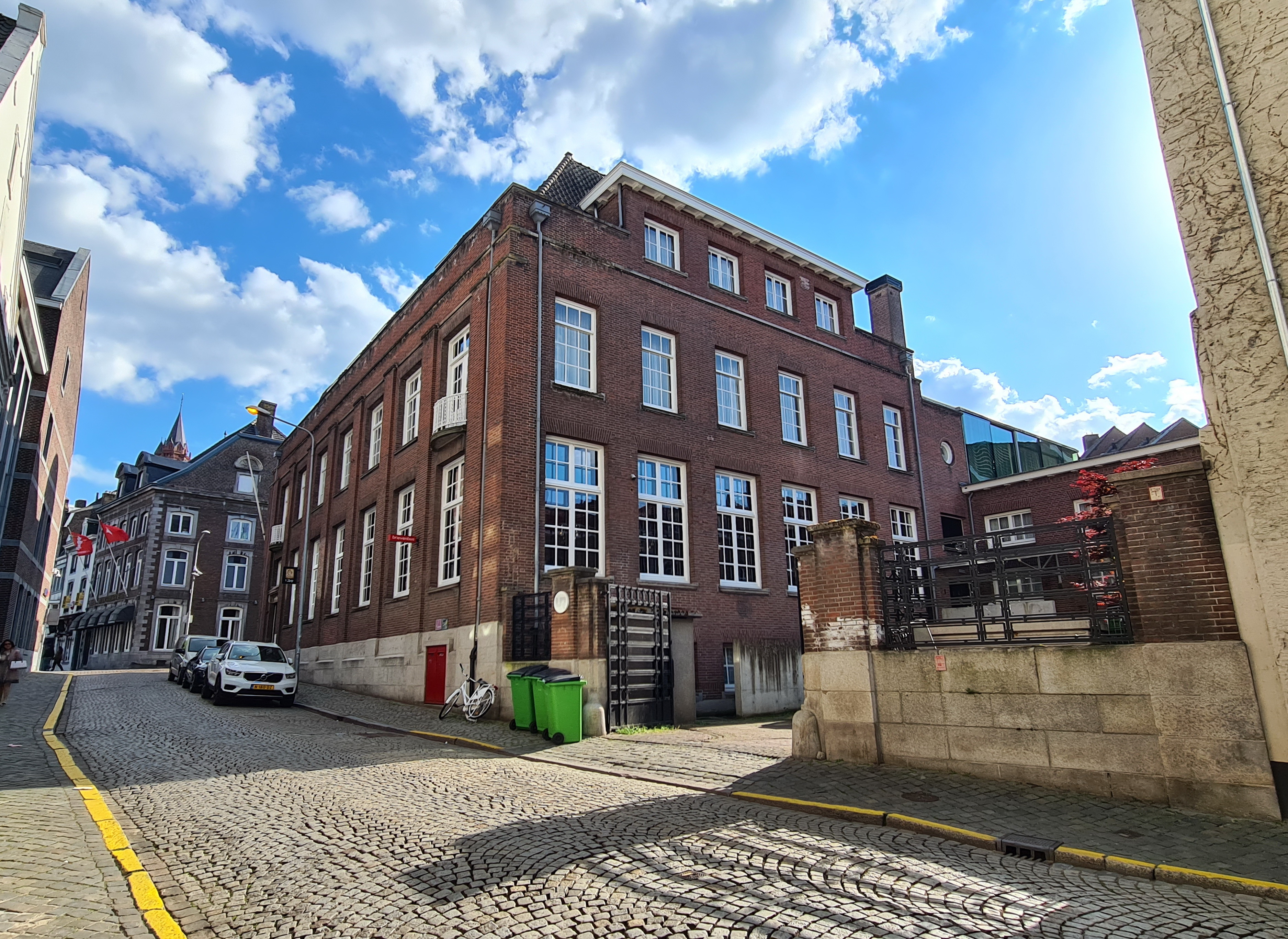
Urban Residences Maastricht, gezien vanuit het noordwesten (2025)

Het hoofdpostkantoor was al in maart 2007 voor 5,5 miljoen euro verkocht aan Elizen Vastgoed BV uit het Gelderse Twello, waarbij bedongen was dat het postkantoor nog enkele jaren gebruik kon maken van de begane grond. De bovenverdiepingen stonden toen al enige tijd leeg. De in Maastricht gevestigde architect Wiel Arets maakte in opdracht van het vastgoedbedrijf 2Rocks Development vanaf 2008 een ontwerp voor de herontwikkeling van het pand tot negentien short stay-appartementen, aanvankelijk The Post genaamd. De restauratie, verbouwing en herinrichting vond plaats van 2011 tot 2013. Het project ontving in 2013 de Victor de Stuersprijs van de stad Maastricht voor meest geslaagde restauratie. Na de oplevering bleek dat de appartementen via websites als Booking.com voor een of meerdere overnachtingen geboekt konden worden, hetgeen op bezwaren stuitte van de Samenwerkende Hotels Maastricht (Sahot) en de Gemeente Maastricht. Samen met Koninklijke Horeca Nederland stapten ze in 2014 naar de rechter. Deze oordeelde dat The Post in overeenstemming met het bestemmingsplan handelde. Een jaar later wijzigde de gemeente Maastricht de bestemming van het gebouw in hotelfunctie. Anno 2025 worden de luxueus ingerichte appartementen, inclusief een penthouse met dakterras, verhuurd onder de naam Urban Residences Maastricht, een naam die ook boven de zijingang aan de Statenstraat (nr. 4) prijkt. De hoofdingang (nr. 6) biedt toegang tot een restaurant dat op de begane grond gevestigd is, anno 2025 een vestiging van de restaurantketen 't Zusje. Aan de kant van het Keizer Karelplein baat het restaurant een terras uit.

## Architectuur

### Exterieur
Het voormalige hoofdpostkantoor van Maastricht is een monumentaal gebouw dat door zijn bijzondere vormgeving de noordwestelijke hoek van het Vrijthof domineert. Architect Granpré Molière ontwierp een symmetrisch gebouw met een opvallend middendeel dat, anders dan het vorige gebouw op deze locatie, naar het Vrijthof is gericht. Het expressionistische hoekvolume wordt geaccentueerd door een achtkantige toren met een koepelvormige bekroning. Dit deel fungeert als scharnierpunt tussen de beide zijvleugels. Deze hebben een vrij sobere, naar het traditionalisme neigende indeling met een hardstenen plint, bakstenen pilasters, zandstenen waterlijsten en steile schilddaken met dakvensters. De linkervleugel aan het Keizer Karelplein telt acht traveeën; die aan de Statenstraat zeven. Laatstgenoemde vleugel zet zich L-vormig voort op het achterterrein, waar zich meerdere bijgebouwen bevinden. Daar bevindt zich ook het grotendeels glazen penthouse en een hoge, gemetselde schoorsteen.

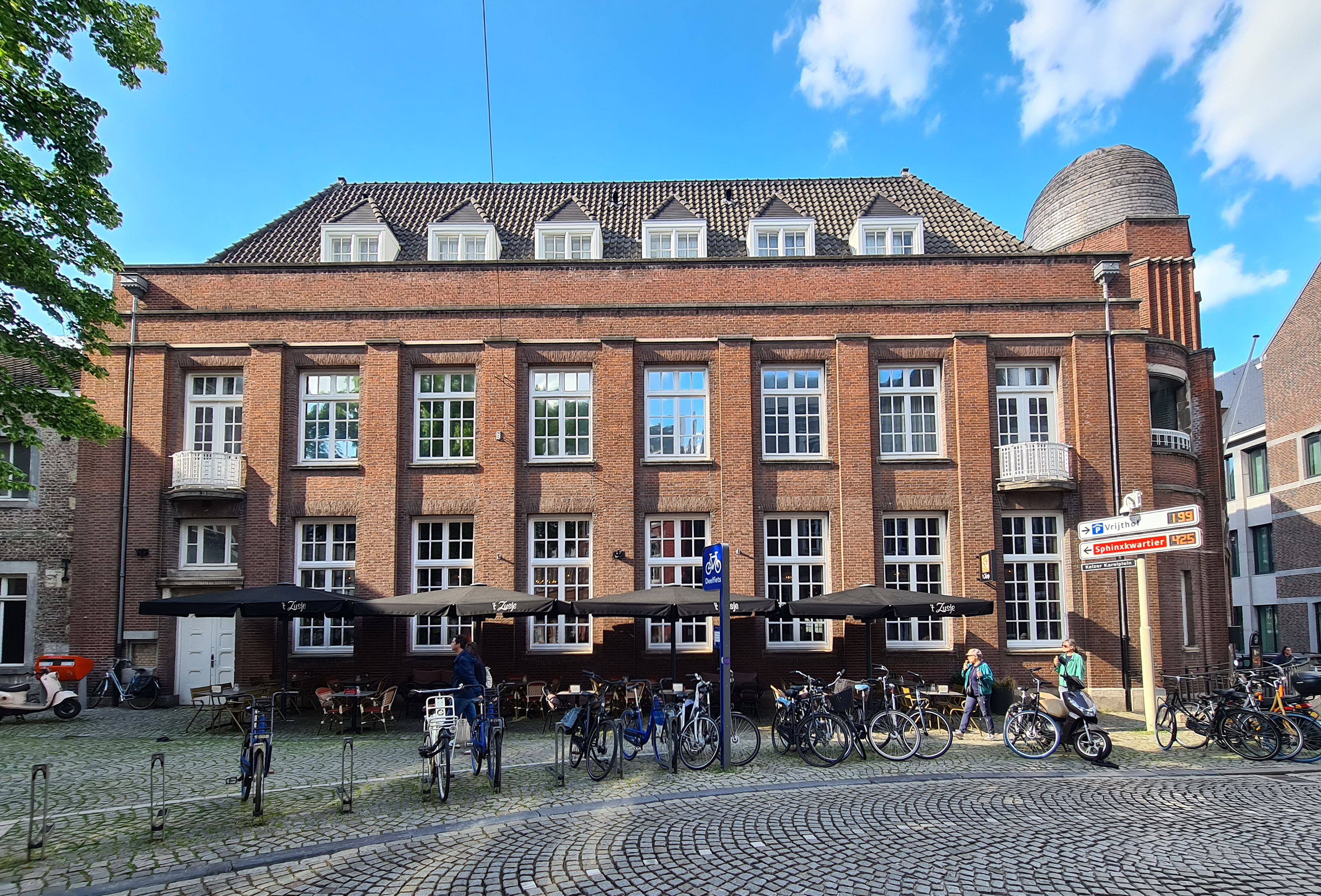
Zijvleugel Keizer Karelplein
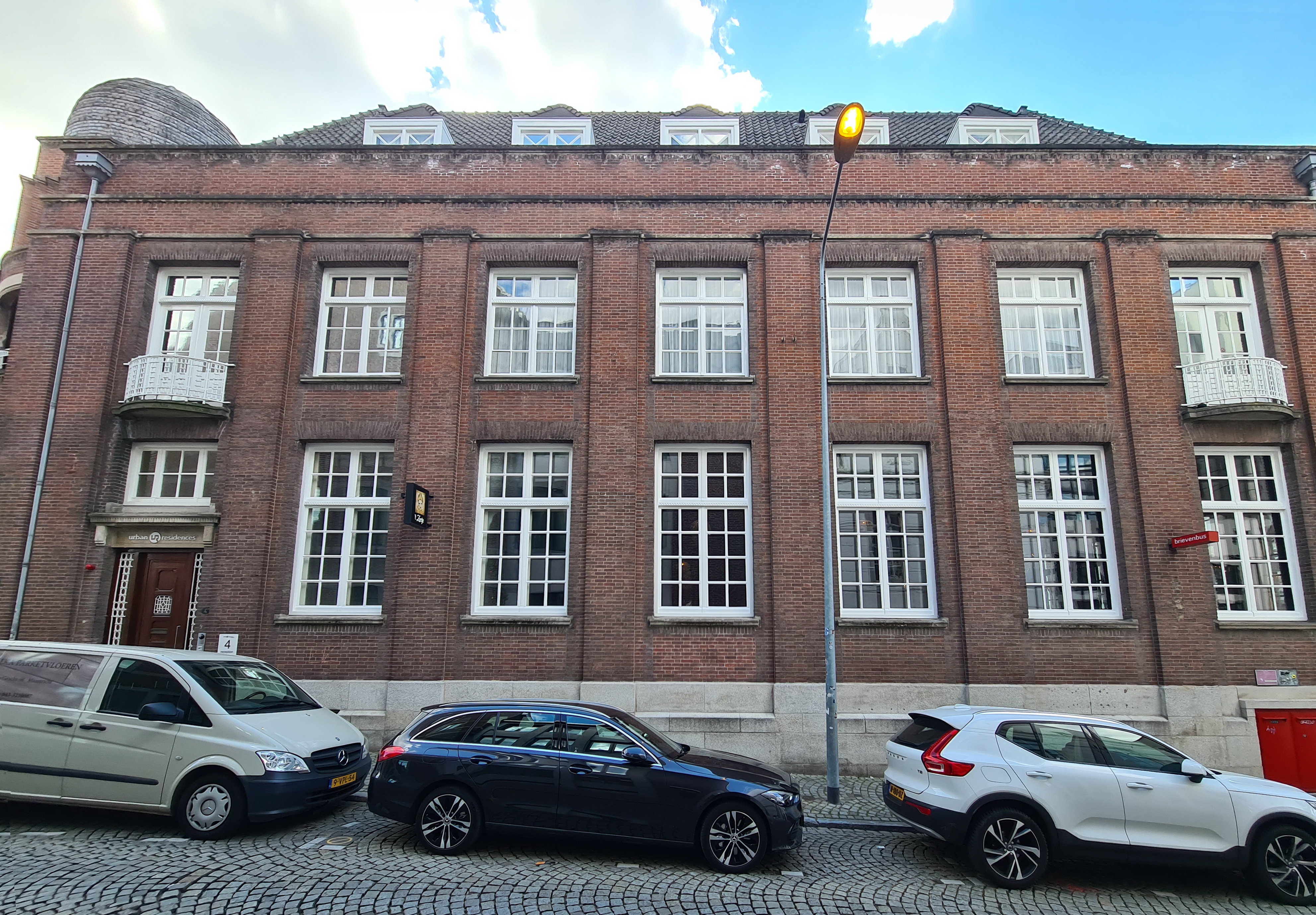
Zijvleugel Statenstraat
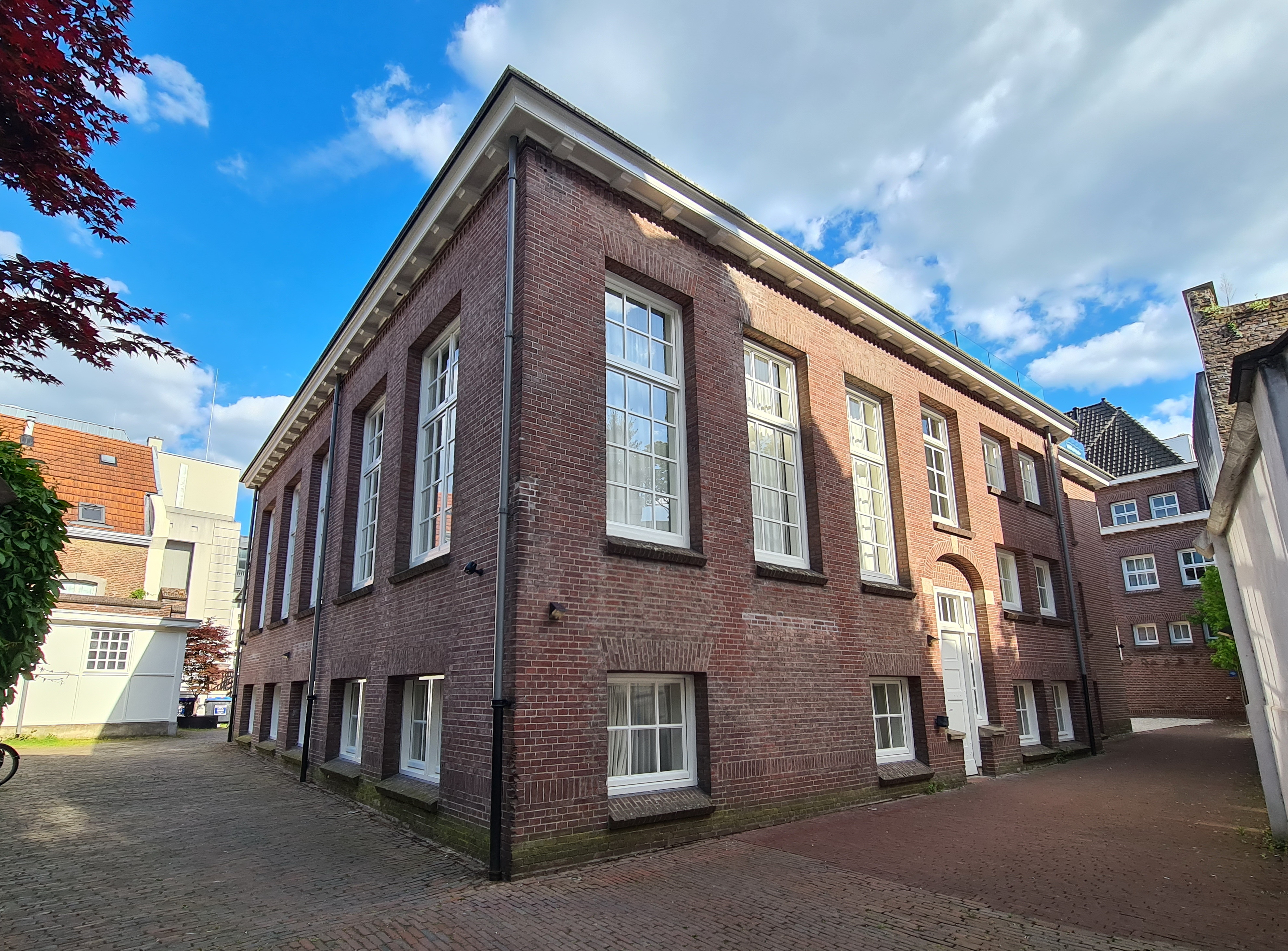
Binnenterrein, noordwesthoek
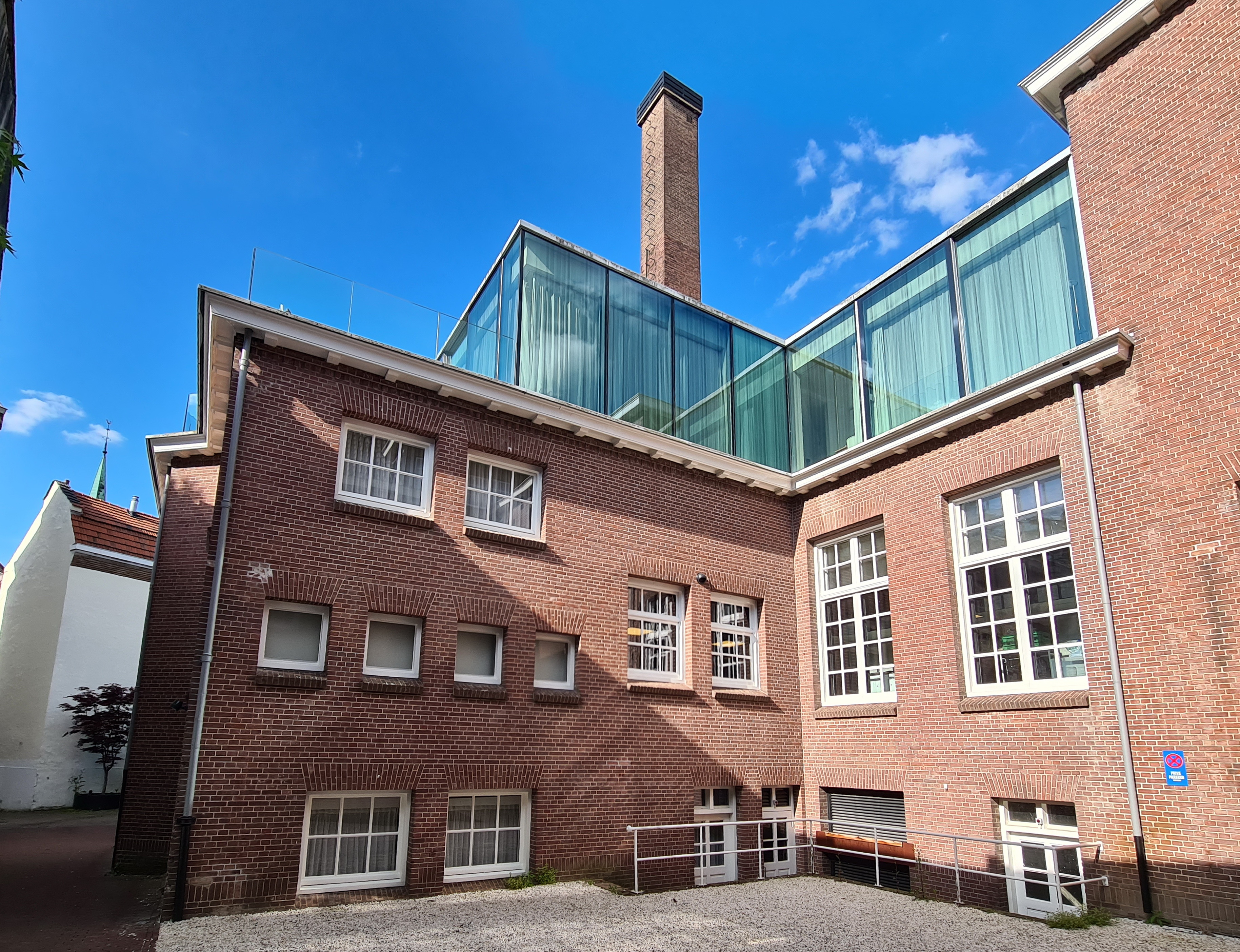
Binnenterrein, penthouse

De bekroning van het hoekvolume in de vorm van een bijenkorfachtige koepel wijkt af van het oorspronkelijke ontwerp van Granpré Molière, die hier een halve bol had getekend. Door het oprekken van deze vorm wordt het rijzige karakter van de ingangspartij benadrukt. De entree heeft een zandstenen omlijsting: twee gecanneleerde zuilen dragen een latei, waarop twee gebeeldhouwde adelaars zijn geplaatst aan weerszijden van een rondbogig glas-in-loodvenster. In de omlijsting van de rondboog is de vijfpuntige Maastrichtse stadsster aangebracht. Daarboven staat in reliëf de aanduiding "POST EN TELEGRAAF" en daarboven bevindt zich het rijkswapen. De entree wordt geflankeerd door gebogen muurdelen met op de bovenverdieping loggia's. De achthoekige toren is versierd met hoge, spleetachtige glas-in-loodvensters, trapsgewijs terugspringende geveldelen en wangstukken. De koepel is bekleed met zink(?).
Simon J. Tempelman (1875-1963) vervaardigde in 1919 de sculpturen voor het hoofdpostkantoor. Eerder maakte hij de beelden van leeuwen met wapenschilden aan weerszijden van de hoofdingang van Station Maastricht. Bijzonder zijn ook de smeedijzeren balkonhekjes, het hekwerk langs de Statenstraat, eveneens van smeedijzer, en het rondboogpoortje met een poorthek in dezelfde stijl, dat het binnenterrein aan de kant van de Grote Gracht afsluit.

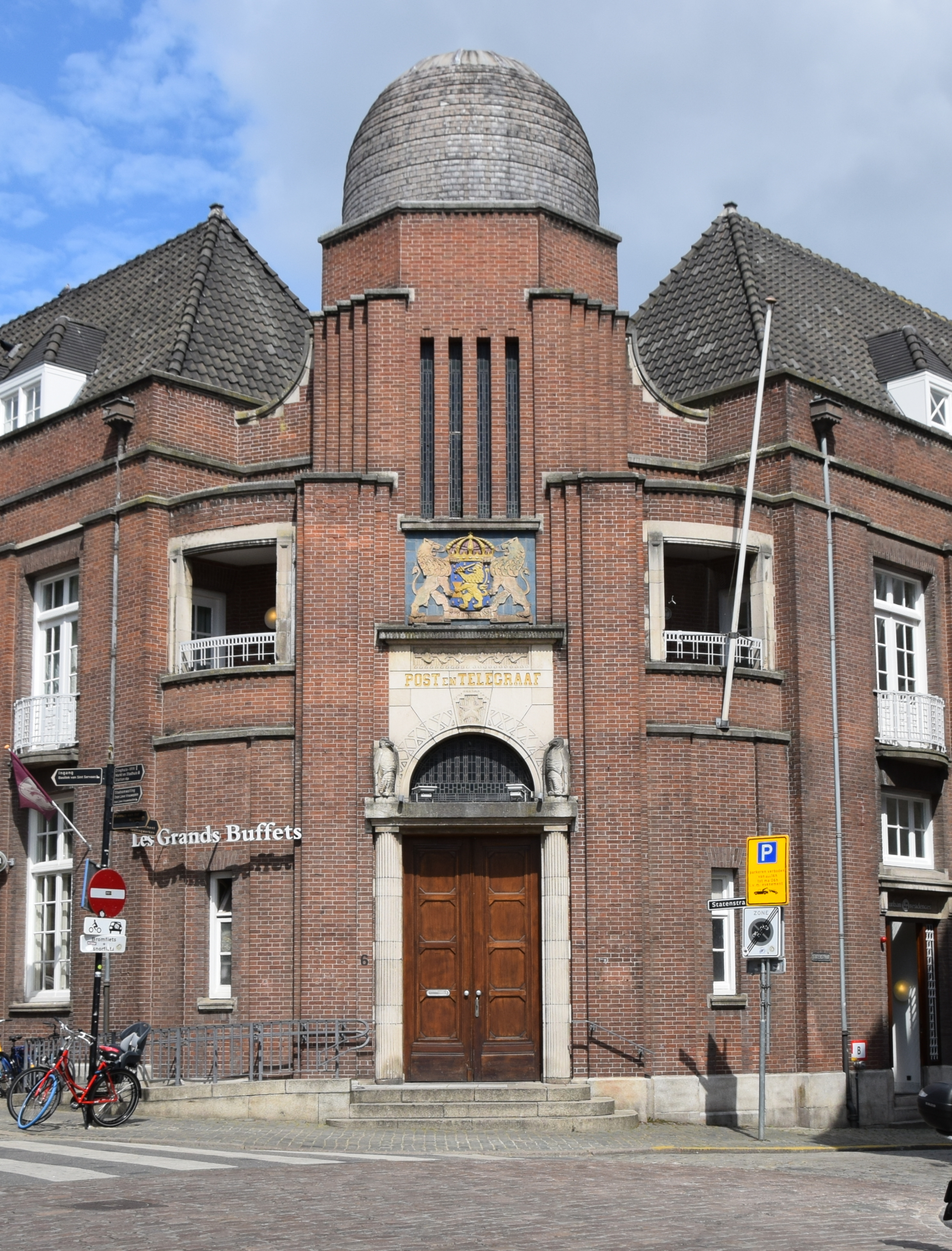
Centrale entreepartij
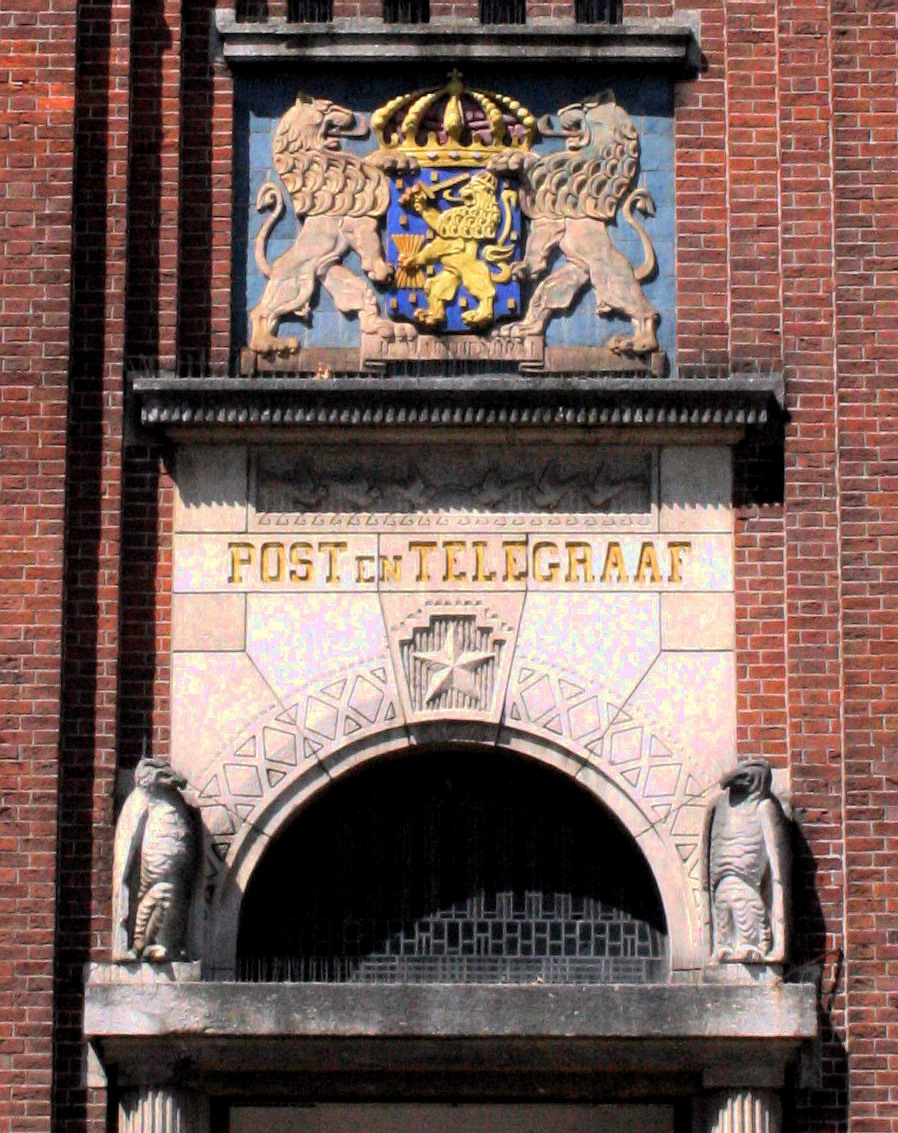
Idem, detail
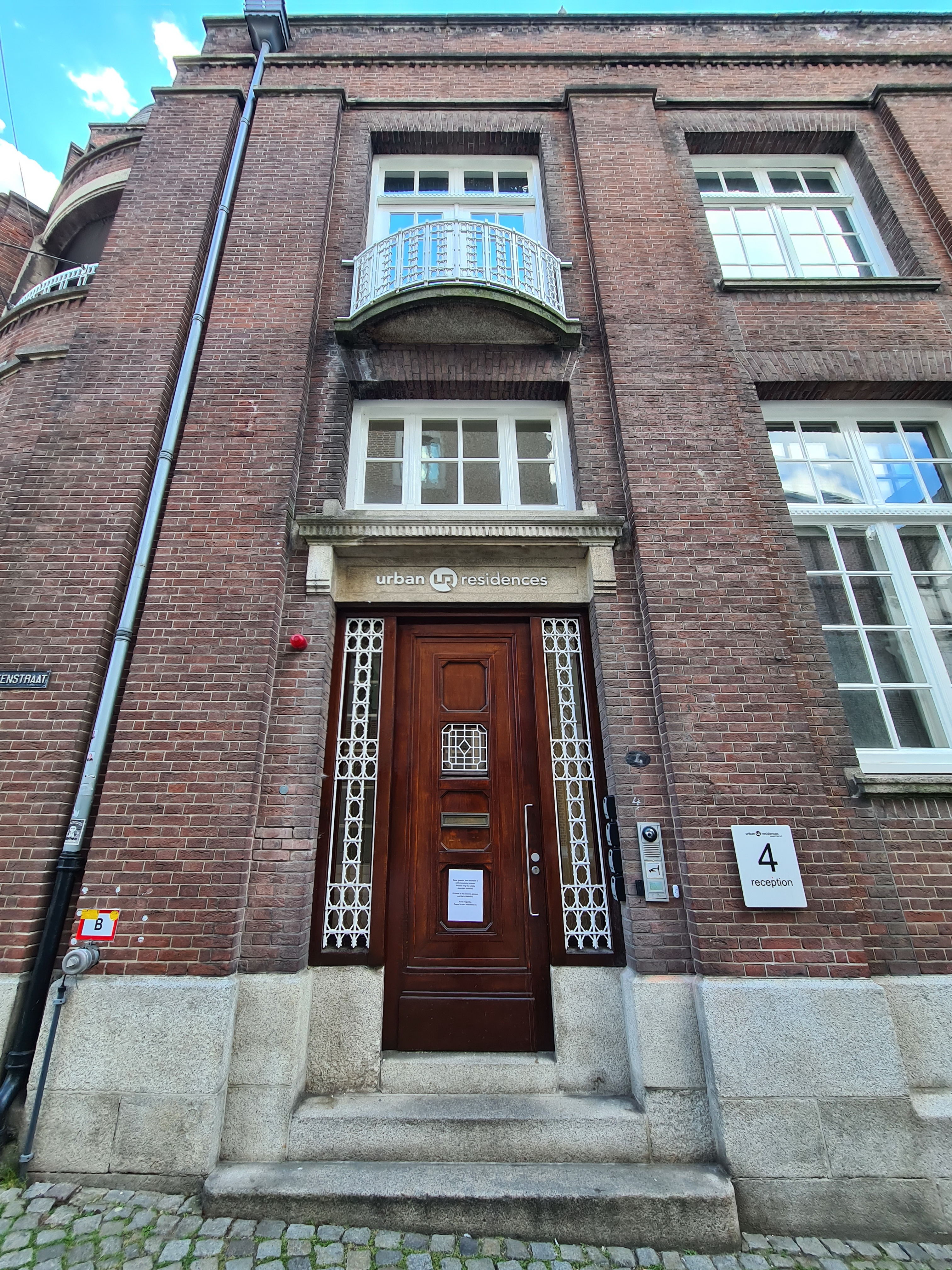
Zijingang Statenstraat
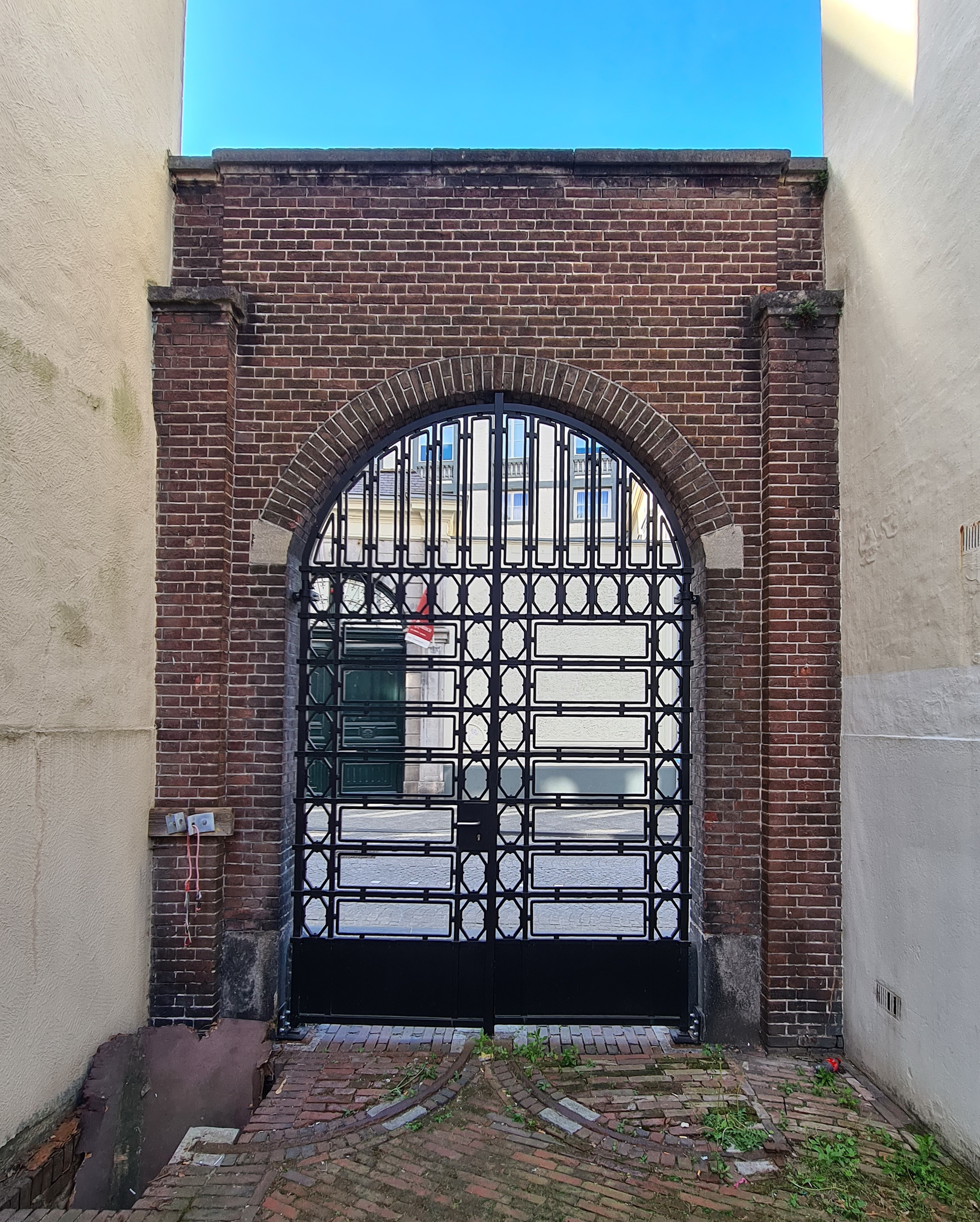
Poortje Grote Gracht

### Interieur
Het interieur van het postkantoor was vrij sober en doelmatig ingericht. De publiekshal in het middendeel was oorspronkelijk overkapt met een glazen dak. Na de verbouwing van 2011-2013 is de begane grond van het hoofdgebouw ingericht als restaurant. Alleen in de entreehal zijn nog enkele originele details bewaard gebleven, zoals de glas-in-loodramen boven de ingang en in de koepel. Op de bovenverdiepingen en in de bijgebouwen bevinden zich negentien door Arets ingerichte appartementen. De sobere trappenhuizen met smeedijzeren balustrades zijn nog oorspronkelijk.

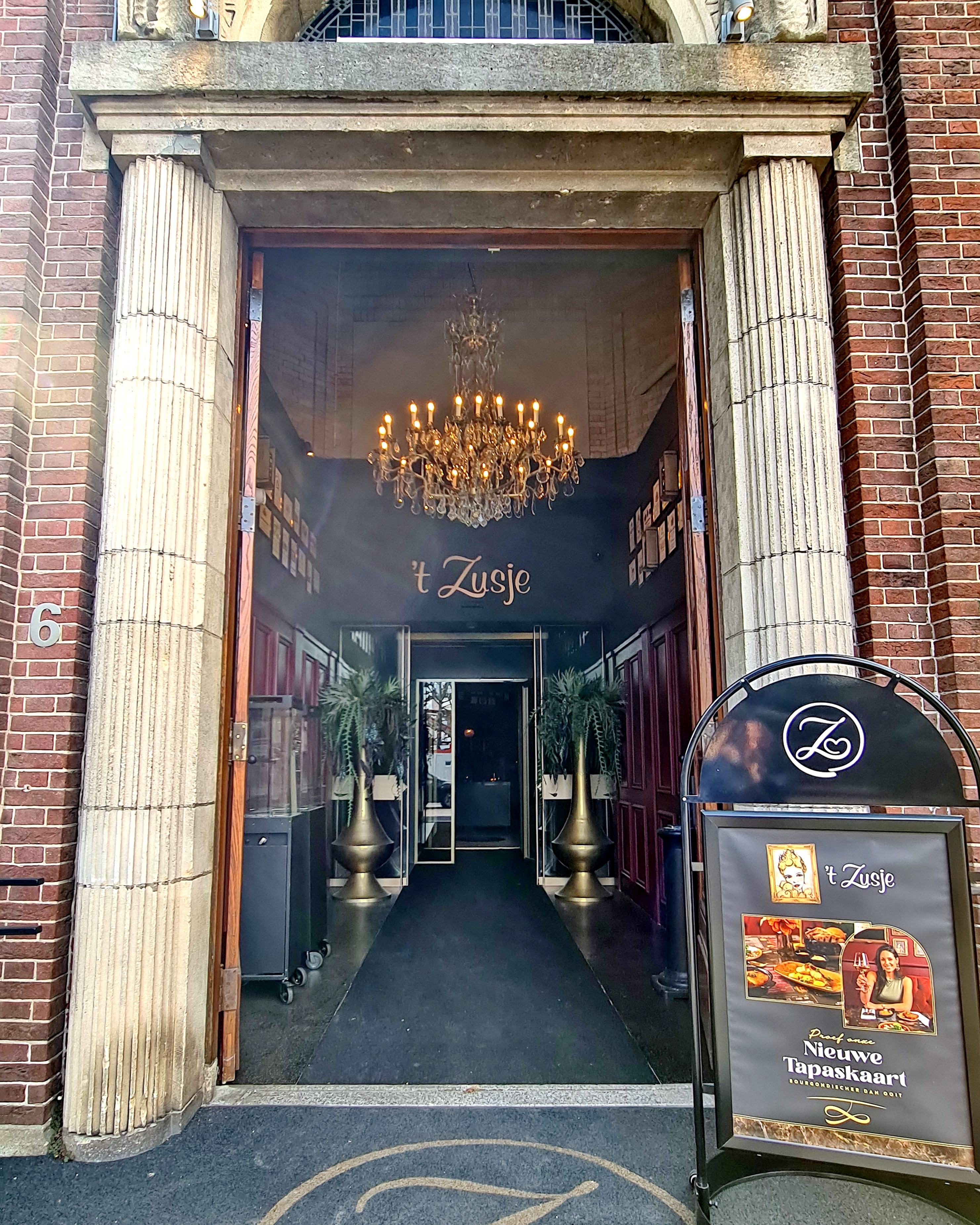
Entreehal
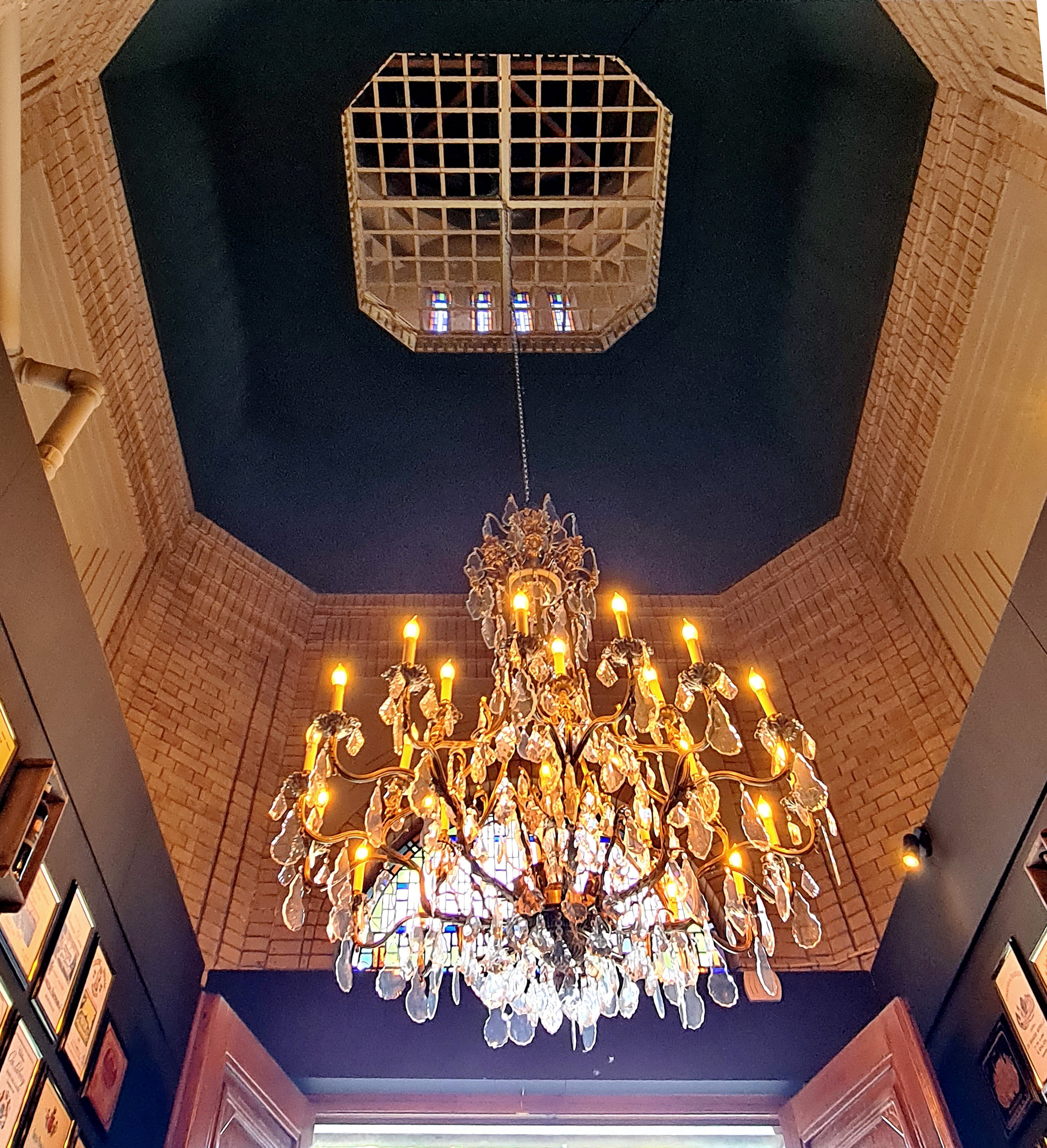
Idem, interieur koepel
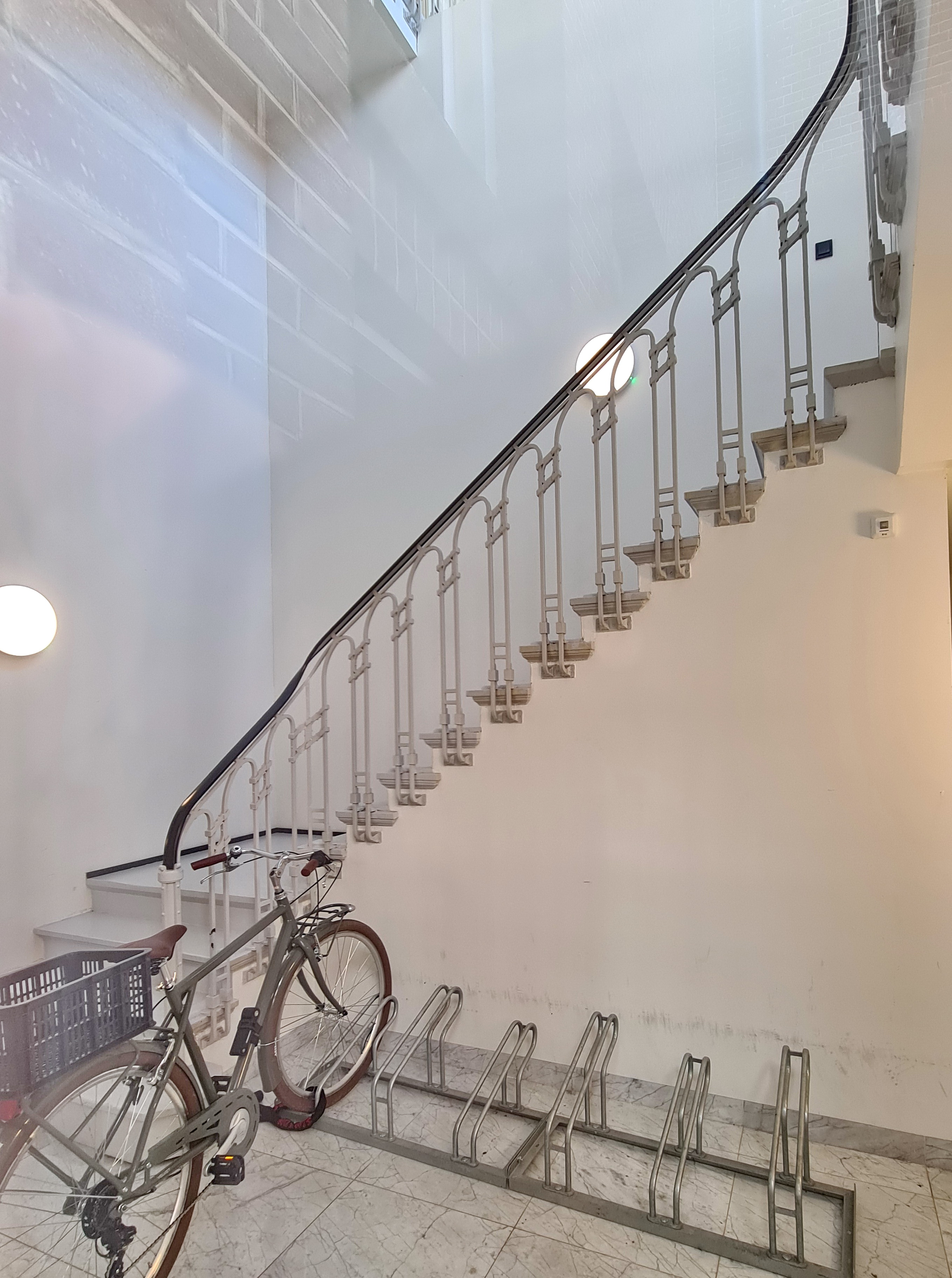
Trappenhuis oostzijde
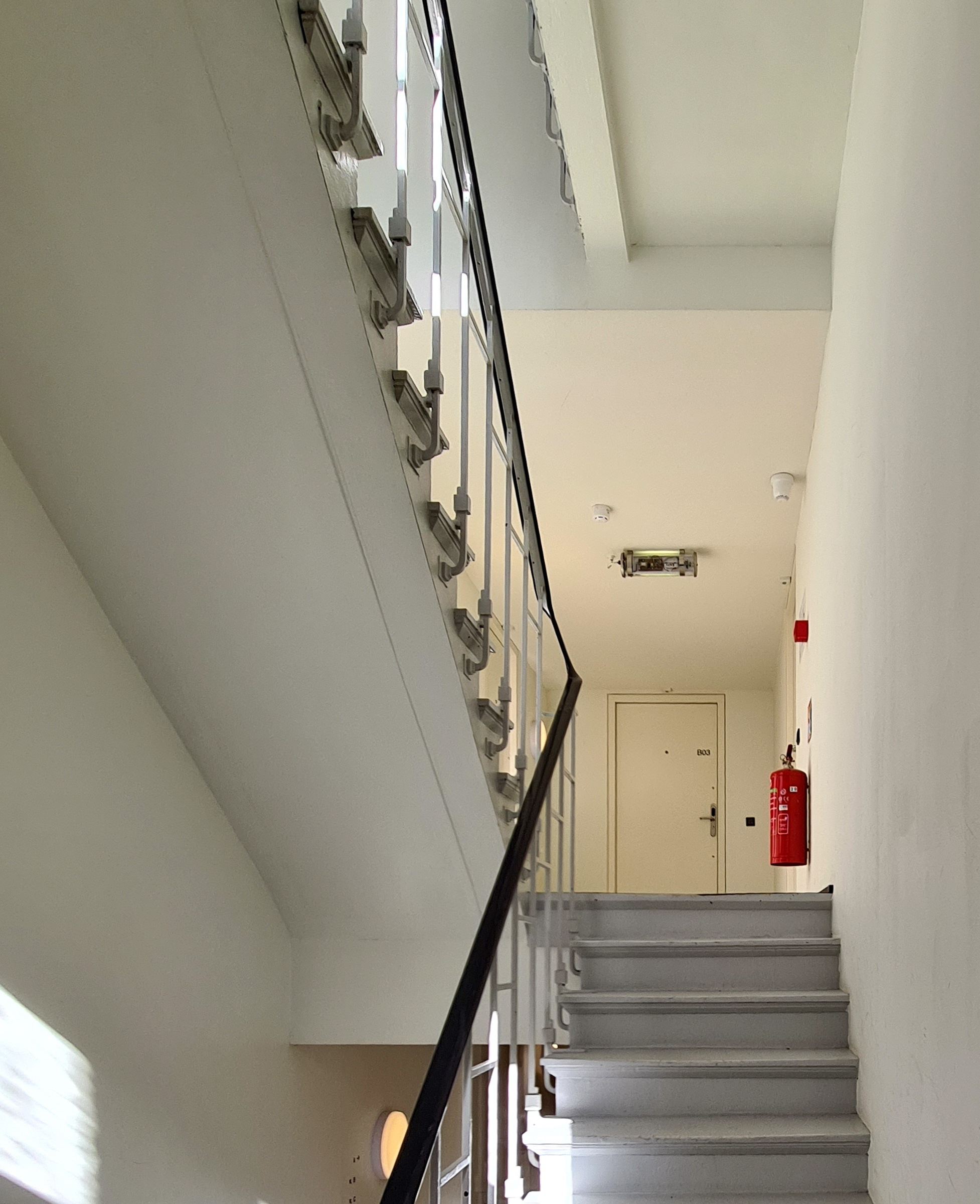
Trappenhuis noordzijde